# Рис ап Грифид
Рис ап Гри́фид (валл. Rhys ap Gruffydd; 1132 — 28 апреля 1197) — правитель валлийского королевства Дехейбарт. Более известен как «Лорд Рис» (валл. Yr Arglwydd Rhys, англ. Lord Rhys), но, вероятно, при жизни он этим титулом не пользовался. Сам Рис называл себя «принцем Дехейбарта» или «принцем Южного Уэльса», однако сохранились два документа, где он титулуется как «Принц Уэльский» или «Принц валлийцев». Рис был одним из самых могущественных валлийских правителей, и после смерти Оуайна Гвинеда в 1170 году он стал ведущим игроком на валлийской политической сцене.
Дед Риса, Рис ап Теудур, король Дехейбарта, погиб в 1093 году, в ходе противостояния норманскому завоеванию. После его смерти норманны захватили большую часть королевства. Отец Риса Грифид всё же смог получить небольшую часть себе во владение, а после смерти Грифида старшие братья Риса также отвоевали часть земель. Рис стал правителем Дехейбарта в 1155 году. В 1158 году он был вынужден подчиниться английскому королю Генриху II. В 1163 году Генрих вторгся в Дехейбарт, лишил Риса всех земель и взял в плен. Через несколько недель Рис был отпущен, и ему вернули небольшую часть владений. Тогда он вступил в союз с Оуайном Гвинедом, и после неудачного вторжения Генриха в Уэльс в 1165 году Рису удалось получить обратно почти все свои земли.
В 1171 году Рис заключил с Генрихом мирный договор, где подтверждалось его право на все недавно завоёванные владения. Кроме того, Рис стал юстициаром Южного Уэльса. Он сохранял с королём хорошие отношения вплоть до смерти Генриха в 1189 году. Позже Рис восстал против Ричарда I и напал на норманские владения в Уэльсе, захватив несколько замков. В последние годы жизни Рис много времени посвящал примирению своих сыновей, особенно Майлгуна и Грифида. В последний поход против норманнов Рис отправился в 1196 году. В следующем году он неожиданно скончался и был похоронен в соборе св. Давида.

## Происхождение и ранние годы
Рис был вторым сыном Грифида ап Риса, правителя части Дехейбарта, и Гвенллиан верх Грифид, дочери Грифида ап Кинана, короля Гвинеда. Старшим братом Риса был Маредид ап Грифид, а младшими — Морган и Майлгун. Кроме того, у Риса были два старших единокровных брата: Анарауд и Каделл — и по меньшей мере две единокровные сестры (Гвладис и Нест).

Средневековые королевства Уэльса

Его дед Рис ап Теудур был правителем всего Дехейбарта до своей смерти в 1093 году. Он был убит в Брихейниоге, сражаясь с норманскими завоевателями, которые захватили большую часть его владений. Грифид ап Рис бежал в Ирландию. Позже он вернулся в Дехейбарт и правил частью его земель, но в 1127 году вновь был изгнан. В 1132 году, когда родился Рис, его отец владел лишь коммотом Кайо в кантреве Кантрев-Маур.
Смерть английского короля Генриха I и последовавшая за ней усобица Стефана и Матильды открыли возможности для свержения власти англонормандских баронов. Восстание в Уэльсе началось спонтанно 1 января 1136 года, когда Грифид ап Рис при помощи своих старших сыновей Анарауда и Каделла нанёс поражение норманнам в битве возле Лоугора, убив более пятисот воинов противника. Вытеснив Уолтера де Клиффорда из Кантрев-Бихан, Грифид отправился в Гвинед, чтобы обратиться за помощью к своему тестю Грифиду ап Кинану. В отсутствие своего мужа Гвенллиан повела армию на норманское владение Кидвелли, взяв с собой младших сыновей Моргана и Майлгуна. Она потерпела поражение от армии, которой командовал Морис де Лондр и была убита. Морган также погиб, а Майлгуна захватили в плен.
Грифид вступил в союз с Гвинедом, и в том же 1136 году сыновья Грифида ап Кинана: Оуайн Гвинед и Кадваладр ап Грифид — вошли со своей армией в Кередигион. Союзные войска одержали решительную победу над норманнами в битве при Криг-Маур. Кередигион (за исключением замка Кардиган) был отвоёван, но аннексирован Гвинедом, как «старшим партнёром» в союзе. В 1137 году Грифид ап Рис продолжил свою кампанию против норманнов, но в том же году скончался. Старшим в роду стал сводный брат Риса Анарауд ап Грифид. В 1143 году, когда Рису было 11 лет, Анарауда убил телохранитель Кадваладра ап Грифида, брата Оуайна Гвинеда (ставшего к тому времени королём). Оуайн наказал Кадваладра, лишив его земель в Кередигионе. Начавшаяся в Англии в 1139 году война между королём Стефаном и сторонниками императрицы Матильды устранила опасность нового вторжения в Уэльс: подавляющее большинство англонормандских баронов валлийских марок поддерживало Матильду, что лишала короля возможности организовать военную экспедицию по подавлению восстания в Уэльсе. В результате, к середине 1140-х гг. практически весь Южный Уэльс, за исключением небольшой фламандской колонии в Пембрукшире, был освобождён от власти норманнов.

## Первые сражения (1146—1155)

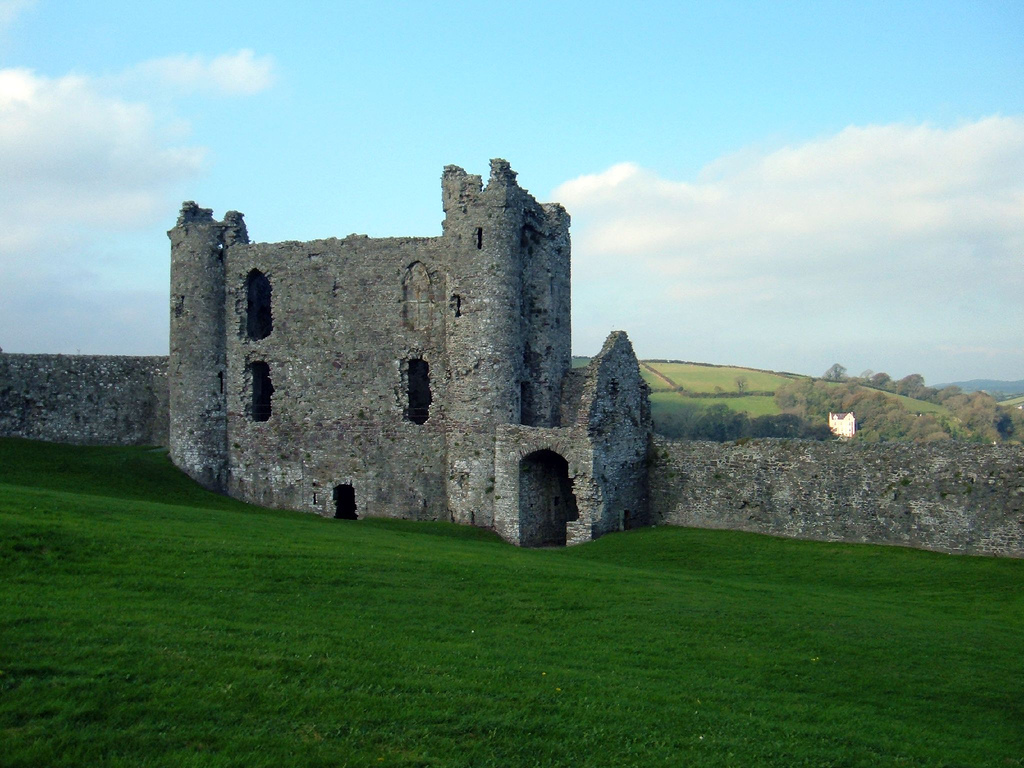
Первая известная битва, в которой принимал участие Рис, — штурм замка Лланстефан

Главой рода теперь стал брат Анарауда Каделл. Гилберт де Клер, граф Пембрук, перестроил замок Кармартен и начал кампанию, целью который было отвоевание Кередигиона. Он построил замок в коммоте Мабидрид, но Каделл с помощью Хивела, сына Оуайна Гвинеда, который владел Кередигионом, уничтожил замок в 1146 году. В том же году Рис впервые появляется в хрониках: он участвовал в успешном штурме замка Лланстефан вместе со своими братьями Каделлом и Маредидом. В 1147 году был захвачен Уистон, в 1150-м — Кармартен, а в 1151-м — Лоугор. В том же 1151 году Каделл, будучи на охоте, подвергся нападению отряда нормандских и фламандских рыцарей из Тенби, которые оставили его на месте атаки, посчитав мёртвым. Хотя Каделл выжил, его увечья помешали ему играть важную роль на валлийской политической сцене, и в 1153 году он отправился в паломничество в Рим.
Правителем Дехейбарта стал Маредид, который продолжил начатую в 1150 году кампанию по возвращению Кередигиона, захваченного Гвинедом в 1136-м. Маредиду и Рису удалось вытеснить Хивела ап Оуайна Гвинеда с этой территории к 1153 году. К тому же году относится первое упоминание о Рисе как о самостоятельном военачальнике: его армия захватила норманский замок Сент-Клирз. Маредид и Рис в том же году также уничтожили замки в Тенби и Аберавоне. Маредид скончался в 1155 году в возрасте 25 лет, и правителем королевства стал Рис. Примерно тогда же он женился на Гвенллиан, дочери Мадога ап Маредида, правителя Поуиса.

## Начало правлений

### Территориальные потери (1155—1163)
Вскоре после восхождения на трон Дехейбарта, Рис получил сведения о том, что Оуайн Гвинед планирует вторжение в Кередигион с целью отвоевать его. В 1156 году Рис воздвиг замок Абердиви. Атака в итоге не состоялась: Р. Тёрви предполагает, что целью Оуайна было проверить решительность нового короля.
В 1154 году скончался английский король Стефан, и окончилась гражданская война в Англии, которая помогала Анарауду, Каделлу и Маредиду укреплять своё положение в Дехейбарте. Новый король Генрих II обратил своё внимание к Уэльсу. В 1157 году он вторгся в Гвинед: хотя его нападение не было вполне успешным, Оуайн был вынужден просить мира и уступил ряд владений на северо-востоке Уэльса.

В 1158 году Генрих лишил Риса всех владений, кроме Большого Кантрева (Кантрев-Маур). Серым показаны области, находившиеся во владении норманских лордов

В следующем году Генрих подготовил атаку на Дехейбарт. Рис был намерен сопротивляться, но советники уговорили его встретиться с королём и обсудить условия мира. Требования англичан были куда более жёсткими, чем в случае Гвинеда: Рис был лишён всех владений, за исключением Большого Кантрева, хотя ему был обещан и ещё один кантрев. Прочие земли были возвращены норманнам.
Среди возвратившихся лордов был и Уолтер де Клиффорд, который получил обратно Кантрев-Бихан и вторгся в земли Риса. Обращение к английскому королю оказалось тщетным, и Рис начал вооружённое сопротивление, захватив замок де Клиффорда в Лландовери, а затем и Кередигион. Генрих подготовил ещё одно вторжение, и Рис подчинился ему без боя. Он был вынужден предоставить заложников, среди которых, вероятно, был и его сын Хивел.
В 1159 году Генрих отбыл во Францию, и Рис воспользовался этим, чтобы напасть на Дивед и осадить Кармартен, который был освобождён отрядом Реджинальда Корнуольского. Рис отступил в Кантрев-Маур, когда армия, возглавляемая пятью графами: Корнуоллом, Глостером, Хертфордом, Пембруком и Солсбери, — выступила против него. Графам помогали Кадваладр, брат Оуайна Гвинеда, и сыновья Оуайна Хивел и Кинан. Тем не менее они были вынуждены отступить, и стороны заключили перемирие. В 1162 году Рис вновь попытался вернуть часть потерянных земель и захватил замок Лландовери. В следующем году Генрих вернулся в Англию после четырёхлетнего отсутствия и вновь начал готовить вторжение в Дехейбарт. Рис встретился с ним для обсуждения условий мира и вынужден был оставить дополнительных заложников, включая второго сына, Маредида. В 1163 году сам Рис был захвачен и отправлен в Англию как пленник. Генрих, вероятно, сам не знал, что делать с Рисом, и потому через несколько недель отпустил его и разрешил и дальше владеть Большим Кантревом. Рис был призван в Вудсток, чтобы принести оммаж английскому королю вместе с Оуайном Гвинедом и Малькольмом IV, королём Шотландии.

### Валлийское восстание (1164—1170)
В 1164 году валлийские правители, соединившись, восстали против короля. По мнению У. Л. Уоррена, Рис и Оуайн были вынуждены, принеся оммаж Генриху, стать его зависимыми вассалами, а не клиентами, как раньше, и это вызвало их недовольство. К выступлению валлийцев, очевидно, подтолкнули также серьёзные внутриполитические проблемы в Англии, где разворачивалась борьба между королём Генрихом и архиепископом Томасом Бекетом. У Риса были и другие причины: вернувшись из английского плена, он обнаружил, что норманские лорды угрожают Большому Кантреву. Племянник Риса Эйнион ап Анарауд, бывший начальником его охраны, был убит по наущению Роджера де Клера, и убийца получил защиту в Кередигионе у Клеров. Рис обратился к королю с просьбой вмешаться, но, потерпев неудачу, вторгся в Кередигион и захватил его весь, за исключением города Кардиган и тамошнего замка. Восстание привело к ещё одному вторжению в Уэльс в 1165 году. Генрих вначале напал на Гвинед, но использовал не обычный путь вдоль северного побережья, а прошёл южнее, через Бервинские холмы. Его встретили соединённые валлийские силы, во главе которых стоял Оуайн Гвинед; принял участие в битве и Рис. Вот как описывает эти события «Хроника принцев»:
… [Король Генрих] собрал бесчисленное войско отборных воинов Англии, Нормандии, Фландрии, Гаскони и Анжу… а против него выступили Оуайн и Кадваладр, сыновья Грифида, со всем войском Гвинеда, и Рис ап Грифид со всем войском Дехейбарта, и Иорверт Рыжий, сын Маредида, и сыновья Мадога ап Маредида со всем войском Поуиса.

Герб Риса ап Грифида с тремя во́ронами

Английская армия также включала наёмные контингенты из Фландрии, отряды легковооружённой пехоты, способной преследовать валлийцев в горах, а также флот, предоставленный дублинскими викингами. Однако проливной дождь, размытые дороги и нехватка продовольствия заставили армию Генриха в беспорядке отступить, так и не вступив в большой бой. Экспедиция 1165 года была последней попыткой короля Генриха II установить свою власть в Уэльсе военным путём. Рассерженный её провалом, король велел ослепить бывшего у него в заложниках сына Риса Маредида. Другой сын Риса, Хивел, не пострадал. Рис вернулся в Дехейбарт, где он захватил и сжёг замок Кардиган. Он отпустил гарнизон, но оставил у себя в плен кастеляна Роберта Фиц-Стефана. Вскоре Рис и захватил и замок Килгерран.
В 1167 году вместе с армией Оуайна Гвинеда Рис напал на Оуайна Кивейлиога, правителя южного Поуиса, и в течение трёх недель помогал гвинедскому союзнику осаждать норманский замок Рудлан. В 1168 году Рис напал на норманнов в Билте, уничтожив тамошний замок. Он также воспользовался норманским вторжением в Ирландию 1169—1170 годов, которым управляли в основном правители норманских владений на юге Уэльса. В 1167 году король Лейнстера Диармайд мак Мурхада, изгнанный из своих владений, попросил Риса отпустить Роберта Фиц-Стефана, чтобы тот смог отправиться в Ирландию. Рис отозвался на просьбу не сразу, но на следующий год всё же отпустил Фиц-Стефана, и в 1169 году тот возглавил авангард норманской армии, высадившейся в Вексфорде. Лидер норманских войск, Ричард де Клер, 2-й граф Пембрук, последовал за ним на следующий год. Р. У. Уоррен пишет:
Они сделали это из-за растущего подозрения в том, что король Генрих не собирался вновь нападать на валлийцев, но, напротив, искал примирения с их лидерами.
После отбытия норманских лордов Рис укрепил свои позиции, а после смерти Оуайна Гвинеда в конце 1170 года стал признанным лидеров валлийских правителей..

## Позднейшее правление

### Мир с английским королём (1171—1188)
В 1171 году король Генрих, направляясь из Франции в Ирландию, прибыл в Англию. Генрих хотел застраховаться от того, чтобы Ричард де Клер, женившийся на дочери Диармайда и ставший таким образом наследником лейнстерского трона, не основал своего независимого королевства. Решение Генриха поменять тактику в отношениях с валлийцами было вызвано именно событиями в Ирландии, хотя, согласно Уоррену, «вероятно, что Генрих начал пересматривать свои отношения с валлийцами вскоре после фиаско 1165 года». Начало английского завоевания Ирландии также сыграло большую роль и в укреплении положения Риса в Уэльсе: на первом этапе завоевание осуществлялось, по преимуществу, силами англонормандских баронов валлийских марок. Отбытие в Ирландию таких влиятельных и могущественных сеньоров Уэльса, как Ричард де Клер, Роберт Фиц-Стефан и Морис Фиц-Джеральд, резко ослабило позиции англичан в юго-западных частях Уэльса и устранило главных политических соперников Риса. С другой стороны, успех валлийских баронов в Ирландии вызвал недовольство Генриха II, который сам претендовал на власть над островом. Начав борьбу с валлийскими баронами в связи с ирландскими событиями, королю пришлось радикально изменить и свою политику в Уэльсе, перейдя от поддержки англонормандских феодалов к союзу с правителями валлийских княжеств. К 1170-м гг. ситуация в стране стала благоприятствовать установлению долгосрочного мира между валлийцами и английским королём.
В 1171 году Генрих II изъявил желание заключить мир с Рисом, который прибыл на встречу с ним в город Ньюнхэм на Северне. Рис был вынужден выплатить дань в 300 лошадей и 4000 голов скота, но получил подтверждение своих прав на все земли, захваченные у норманских баронов, включая де Клеров. В октябре того же года Генрих и Рис вновь встретились в Пембруке, где король ожидал транспорта в Ирландию. Сын Риса Хивел, долгое время пробывший заложником, был отпущен. В 1172 году, по возвращении короля из Ирландии, правители встретились ещё раз в Лохарне, и вскоре Генрих назначил Риса «судьёй от своего имени во всём Дехейбарте». А. Д. Карр пишет:
Это означало, что король отдаёт ему всю власть над другими валлийскими правителями, на которую он мог бы претендовать; вероятно, речь могла идти и об определённой власти на англо-норманскими подданными короля… Рис был теперь не просто валлийским правителем: он был одним из важнейших феодалов Анжуйской империи.

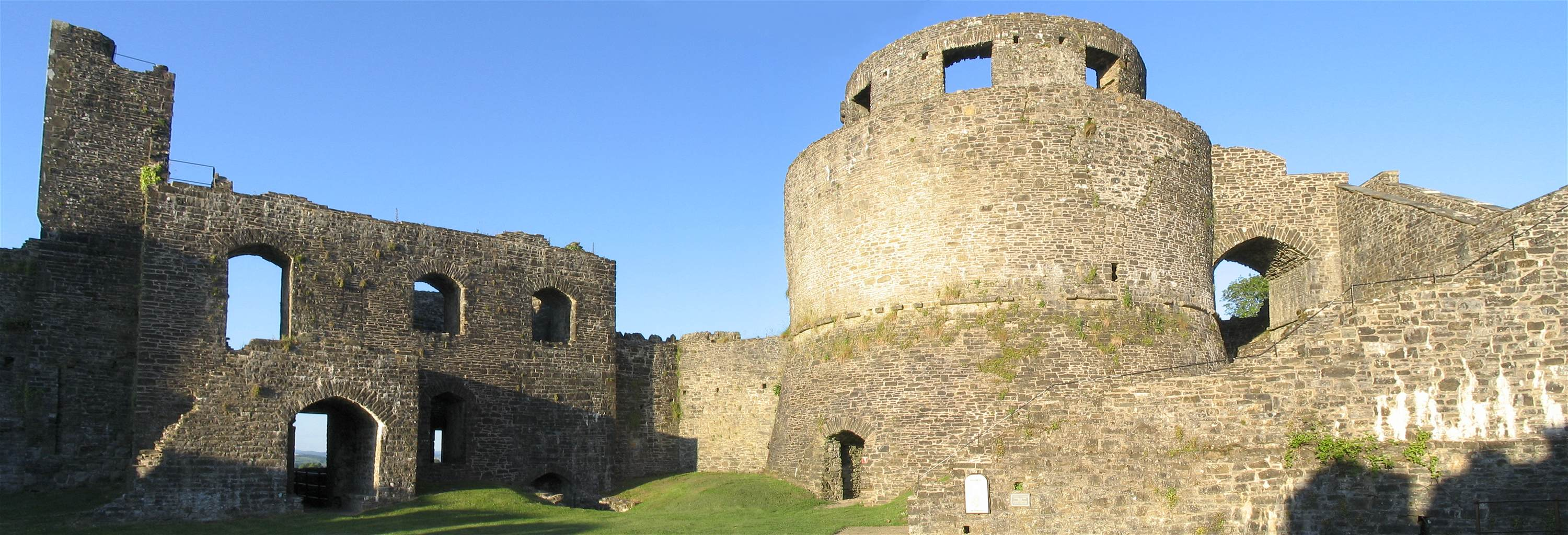
Замок Диневур был столицей Диневурской династии. Самая ранняя из сохранившихся его частей могла быть построена Рисом или его сыном Рисом Григом.

Соглашение между Генрихом и Рисом действовало до смерти английского короля в 1189 году. Когда сыновья Генриха в 1173 году восстали против него, Рис послал своего сына Хивела Сайса («Англичанина») в Нормандию на помощь королю, а в следующим году лично повёл армию в Татбери в Стаффордшире, чтобы помочь в осаде замка мятежного Уильяма де Феррерса. Возвратившись в Уэльс после падения Татбери, он оставил тысячу солдат в распоряжение короля для службы в Нормандии. В 1175 году Генрих провёл большой совет в Глостере, где присутствовала большая валлийская делегация, возглавлял которую Рис. Не исключено, что исходом её стало заключение соглашения о взаимопомощи в сохранении мира и порядка в Уэльсе. В 1177 году Рис и Давид ап Оуайн, ставший сильнейшим правителем Гвинеда, и Кадваллон ап Мадог, из Майлиэнида принесли клятву верности Генриху на совете в Оксфорде. На этом совете король передал Рису Мейрионид, традиционно входящий в королевство Гвинед. В следующем году в Мейриониде происходили стычки, но, по всей видимости, Рис не предпринимал серьёзных попыток захватить его.
Рис построил несколько каменных замков, в частности, замок Кардиган — первый известный каменный замок в Уэльсе, построенный валлийцами, а не норманнами. На Рождество 1176 года он провёл при своём дворе в Кардигане фестиваль музыки и поэзии, который традиционно считается первым эйстедводом. О празднике сообщалось за год до его начало по всему Уэльсу, Англии, Шотландии, Ирландии и, возможно, Франции. В качестве призов вручались два трона: один за лучшее стихотворение и один за лучшее исполнение музыки. Дж. Э. Кайрвин Уильямс предполагает, что это может быть адаптацией подобного французского обычая puys. Победу в поэтическом конкурсе одержал выходец из Гвинеда, а в музыкальном — южноваллийский бард.
По мнению Р. Р. Дэвиса, тексты валлийских законов, которые, как традиционно считается, кодифицировал Хивел Добрый, первый раз были собраны в единую книгу именно при Рисе .
В этот период Рис основал два монастыря. Аббатство Тэлли было первой обителью премонстрантов в Уэльсе, а Лланллир — цистерцианским монастырём. Лланллир был вторым женским монастырём в истории Уэльса и первым, которому удалось добиться процветания. Рис также стал патроном аббатства Уитленд и монастыря Страта Флорида, сделав обеим обителям крупные подношения. Геральд Камбрийский, родственник Риса, рассказывает о своих встречах с ним в 1188 году, когда Геральд сопровождал архиепископа Балдуина в поездке по Уэльсу с целью набрать людей в Третий крестовый поход. Некоторые валлийские клирики были недовольны этим решением, но Рис отнёсся с миссии Балдуина с энтузиазмом и предоставил ему помощь. По свидетельству Геральда, Рис и сам собрался в крестовый подход и несколько недель потратил на приготовления, но его жена Гвенллиан «женскими уловками» уговорила его остаться.

### Последние кампании (1189—1196)
Генрих II скончался в 1189 году, ему наследовал Ричард Львиное Сердце. Рис посчитал, что не связан с новым королём никакими соглашениями и напал на норманские владения, окружавшие его земли. Он разорил Пембрук, Хейверфордвест и Гоуэр и захватил замки Сент-Клирз, Лохарн и Лланстефан. Брат Ричарда Джон (Иоанн Безземельный) прибыл в Уэльс в сентябре и попытался заключить мир. Он уговорил Риса снять осаду с Кармартена и отправиться в Оксфорд на встречу с Ричардом. Прибыв туда, Рис обнаружил, что Ричард не захотел явиться на встречу, и стычки продолжились.

К 1196 году Рис контролировал почти весь Дехейбарт, а косвенно — через своих клиентов — немалую часть остального Уэльса. Серым показаны части Дехейбарта, находившиеся в руках норманнов. Кантрев Пебидиог контролировал епископ Сент-Дейвидс, с которым Рис находился в конфликте

В последние годы жизни Рис с трудом контролировал своих сыновей, особенно Майлгуна и Грифида. В 1189 году Грифид убедил отца заключить Майлгуна в тюрьму, и тот был отправлен на милость брата в Диневур. Грифид передал его своему тестю Уильяму де Браозу. Также утверждалось, что Грифид в 1191 году убедил отца присоединить владение Кемайс и его главный замок Неверн, принадлежавшие Уильяму Фитцмартину. Это действие подверглось критике со стороны Геральда Камбрийского, который описывал Грифида как «лукавого и хитроумного человека». Уильям Фитцмартин был женат на дочери Риса Ангхарад, и, по сообщению Геральда, Рис «торжественно поклялся на драгоценнейших реликвиях, что его права и собственность будут сохранены». Рис также присоединил в 1190 году норманские фьефы Кидвелли и Карнвиллион .
В 1192 году Рису удалось освободить Майлгуна, но к этому времени Майлгун и Грифид уже были заклятыми врагами. В 1194 году Майлгун и Хивел нанесли Рису поражение в битве и заключили его в замке Неверн, хотя позже Хивел выпустил отца без согласия Майлгуна. Геральд полагает, что заключение Риса было божественной карой за лишение собственности Уильяма Фитцмартина. В 1195 году два других сына Риса — Рис Григ и Маредид — захватили Лланимдиври и Диневур, за что и был брошены Рисом в темницу. В 1196 году Рис начал свою последнюю кампанию против норманнов. Он захватил ряд замков, включая Кармартен, Колуин, Раднор и Пейнскасл, и нанёс поражение армии Роджера де Мортимера и Гуго де Сэ возле Раднора, убив, в частности, сорок рыцарей. Уильям де Браоз согласился на мирные переговоры и получил обратно Пейнскасл.

### Смерть Риса (1197)
В апреле 1197 года Рис неожиданно скончался и был похоронен в соборе св. Давида. В Brut y Tywysogion под этим годом содержится следующая запись:
… по всему острову Британия прошёл великий мор… и эта буря умертвила множество людей, в том числе благородного звания и князей, и никого не щадила. В том году, за четыре дня до майского дня скончался Рис ап Грифид, князь Дехейбарта и непобеждённый глава всего Уэльса

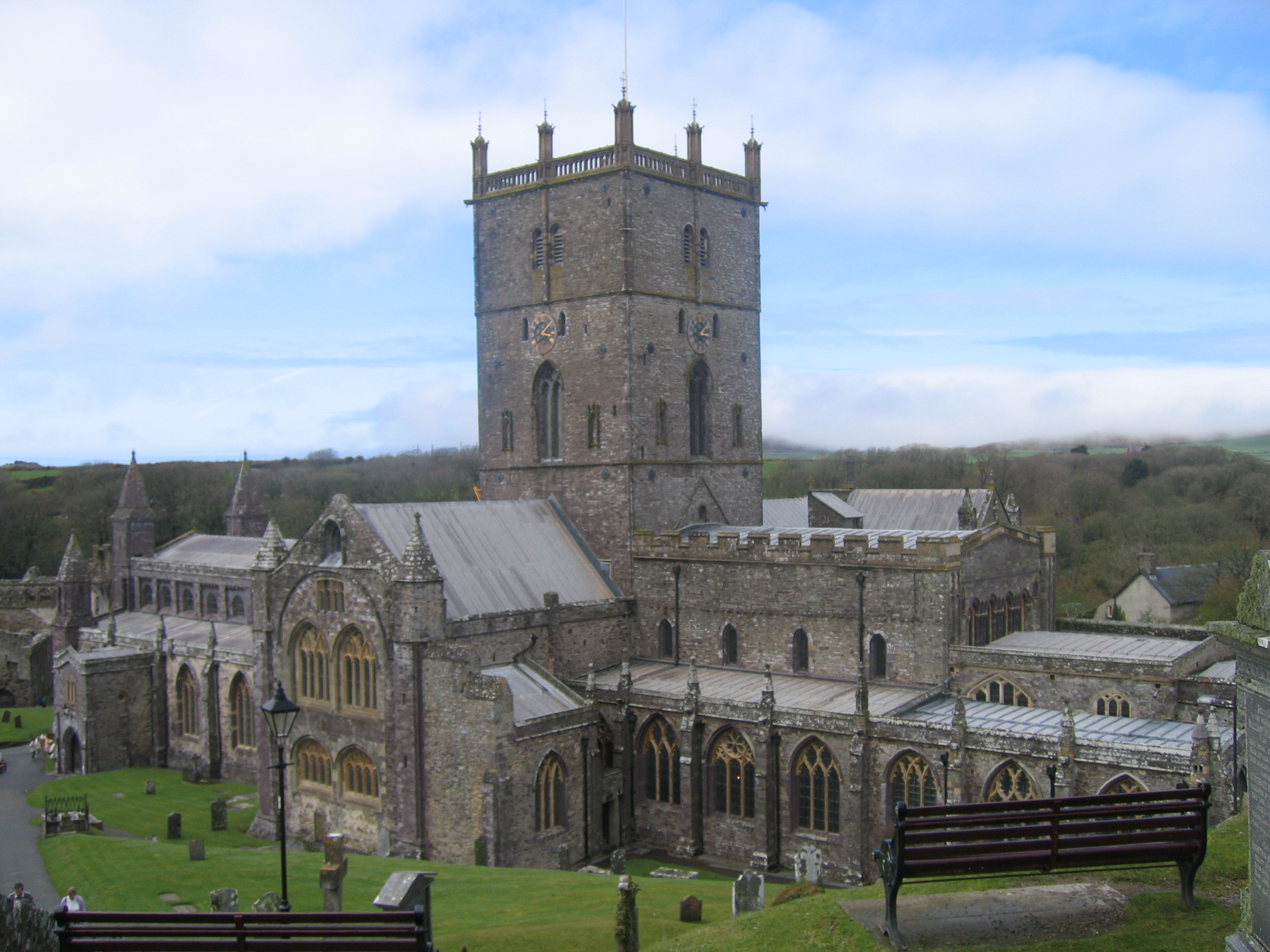
Рис был похоронен в соборе святого Давида, где до сих пор сохранилось приписываемое ему изображение

Когда Рис умер, он был отлучён от церкви, так как поссорился с епископом Сент-Дейвидса Петером де Лейа из-за случившейся за несколько лет до того кражи епископских лошадей. В качестве посмертного покаяния епископ велел перед похоронами высечь тело Риса.
Своим преемником Рис назвал своего старшего законного сына Грифида, и вскоре после смерти отца Грифид встретился с юстициаром, архиепископом Хубертом Уолтером на границе владений, чтобы тот подтвердил его право на трон. Майлгун, старший, но незаконный сын Риса, отказался признать его и выступил против Грифида при поддержке Гвенвинвина ап Оуайна, правителя Поуиса. Майлгун захватил город и замок Аберистуит, а позже пленил и самого Грифида, передав его Гвенвинвину. Тот отправил его королю, который заключил Грифида в замок Корф. В следующем году Грифид был отпущен и отвоевал большую часть Кередигиона. В 1201 году он скончался, но это не прекратило войну за наследство Риса. В 1216 году гвинедский король Лливелин Великий провёл совет в Абердиви, где он разделил Дехейбарт между сыновьями и внуками Риса ап Грифида.

## Характер Риса и оценка его деятельности
Геральд Камбрийский часто упоминает Риса и описывает его «мужа остроумного и скорого на ответ». Геральд рассказывает о том, как на пире в Херефорде сидел между двумя членами семьи де Клер, раньше владевшей Кередигионом: вместо споров и ссоры они обменялись учтивыми комплиментами, а позже Рис разговорился с Геральдом о семейных делах (так как они были родственниками). Рис также предоставил помощь Геральду и архиепископу Балдуину, когда они призывали валлийцев принять участие в крестовом походе в 1188 году, и Геральд несколько раз упоминает его «доброту». Он сообщает, что Рис сопровождал их от Кардигана до самой северной границы Кередигиона «с участливостью, особенно похвальной в столь прославленном правителе».
Роджер Тёрви предполагает, что ещё один современный писатель, упоминающий Риса, — это Уолтер Мап. По мнению Тёрви, в «О короле Аполлониде» в действительности рассказывается о Рисе. Мап был менее расположен к своему герою, описывая его как «короля, которого я видел, знаю и ненавижу», однако он также пишет: «Я бы не хотел, чтобы моя ненависть очернила его достоинства; никогда не желал унизить человека своей завистью». Мап рассказывает об Апполониде (Рисе) следующую историю:
Тот же человек обеспечил провизией своих врагов, когда те были в осаде, и угроза голода заставляла их капитулировать; он хотел, чтобы их победила его доблесть, а не недостаток хлеба. И хотя он отложил свою победу, он тем самым сделал её более славной.
Историк Р. Р. Дэвис оценивает деятельность Риса следующим образом:
Успехи Риса были воистину впечатляющими. Уже длительность его деятельности указывает на его умения и выносливость: он играл свою роль на валлийской политической сцене более полувека. Он появился там подростком, в 1146 году при захвате замка Лланстефан, и не сходил с неё до своей смерти в 1197 году. Но воистину поражает то, чего он добился: он восстановил Дехейбарт как королевство и вывел его на первый план в Уэльсе. В отличие от большинства случаев, похвала поэта была верной: Рис восстановил «величие Юга».
При этом Дэвис отмечает две ошибки Риса. Первая из них — то, что он заключил с Генрихом II личное соглашение, которое прекратило действовать после его смерти. Вторая — неспособность контролировать своих сыновей и заставить их принять Грифида в качестве наследника.

## Дети

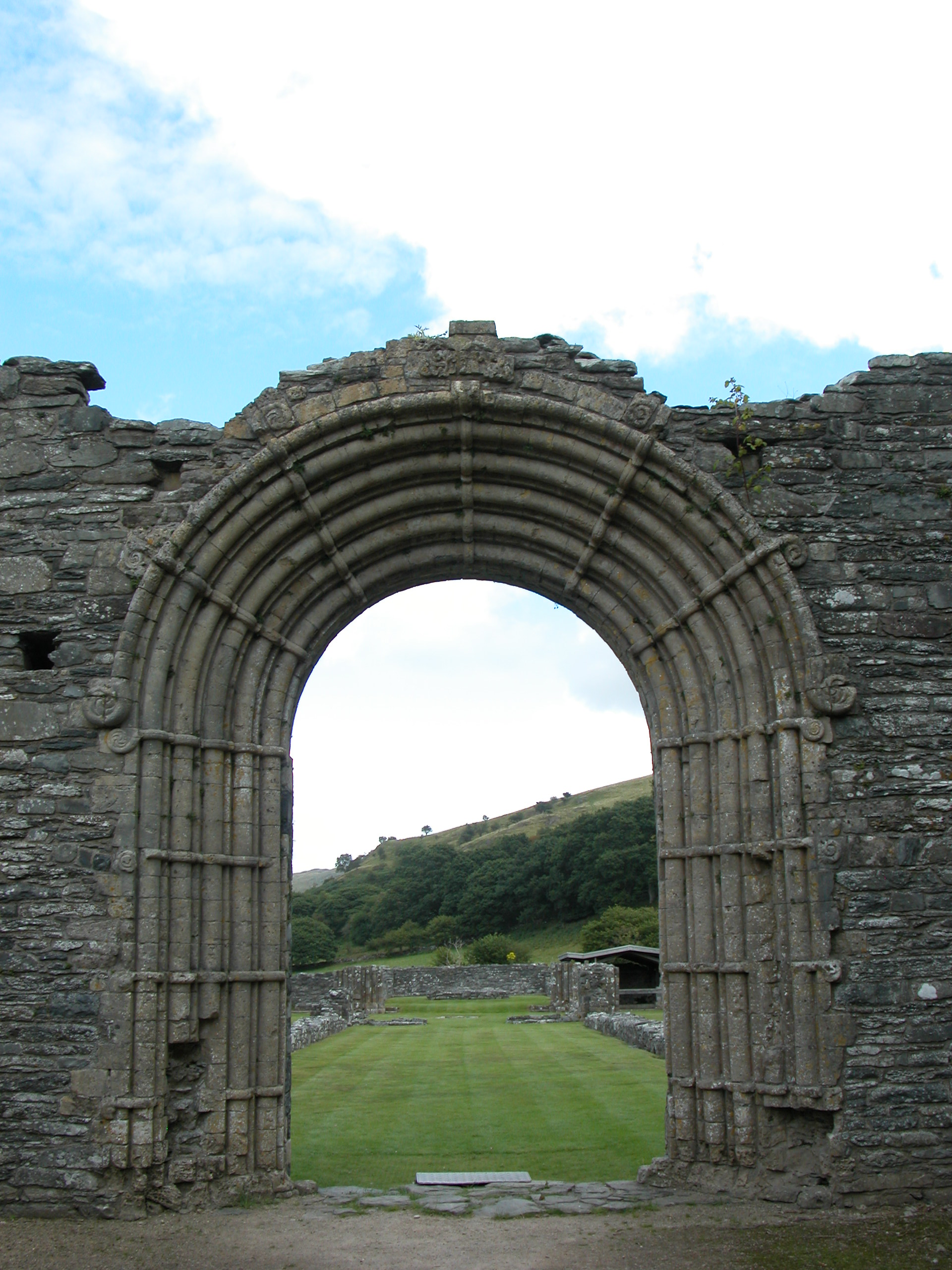
Некоторые дети Риса, включая Майлгуна и Грифида, похоронены в аббатстве Страта Флорида.

У Риса было по меньшей мере девять сыновей и восемь дочерей, причём трое сыновей носили имя Маредид, а две дочери — Гвенллиан. Грифид ап Рис (умер в 1201 год) был старшим законным сыном, и его Рис объявил своим наследником. Женой Грифида была Матильда де Браоз. Майлгун ап Рис, старший, но незаконный сын Риса, отказался принять верховенство Грифида. В ссоре братьев участвовали и другие дети Риса. Рис Григ (умер в 1233 году) женился на Джоанне де Клер и в конце концов стал самым могущественным из правителей Дехейбарта, но его владения никогда не достигали тех же размеров, что владения его отца, а сам он был клиентом Лливелина Великого.
Хивел ап Рис (умер в 1231 году) провёл много лет в плену при дворе Генриха II, и после возвращения в Уэльс стал известен как «Хивел Англичанин» (Hywel Sais). Маредид ап Рис (умер в 1239 году) также был заложником, но его Генрих II после неудачного вторжения в Уэльс в 1165 году лишил зрения. Он был после этого известен как Маредид Слепой (Maredudd Ddall) и окончил свои дни как монах в Уитленде. Ещё один сын Риса по имени Маредид, скончавшийся в 1227 году, стал архидиаконом Кардигана.
Дочь Рис Гвенллиан вышла замуж за Родри ап Оуайна, правителя западной половины Гвинеда. Мужем второй дочери по имени Гвенллиан (умерла в 1236 году) был Эднивед Вихан, сенешаль Гвинеда при Лливелине Великом, и через неё Рис является одним из предков династии Тюдоров. Когда Генрих Тюдор высадился в Пембрукшире в 1486 году, чтобы отвоевать английский трон, его происхождение от Риса было важным фактором в том, что местное население его поддержало. Ангхарад верх Рис вышла за Уильяма Фитцмартина, правителя Кемайса, а другая дочь стала женой другого члена семьи Фитцмартинов. Другие дочери вышли замуж за валлийских правителей Гуртэйрниона и Элвайла.